# Indiani senza status
In Canada, l'espressione indiano senza status è un termine giuridico che designa qualsiasi individuo delle Prime Nazioni che, per qualsiasi ragione, non sia registrato presso il governo federale o presso una banda che ha firmato un trattato con la Corona.
Per vari decenni le donne indiane munite di status divenivano automaticamente prive di status se sposavano uomini che erano indiani senza status.
Anteriormente al 1955, un indiano con status poteva perdere tale condizione e diventare senza status attraverso l'affrancamento (rinunciando volontariamente allo status, di solito a fronte del pagamento di una piccola somma di denaro), ottenendo una laurea universitaria o venendo ordinato ministro di un culto.
Il caso del 2013 Daniels v. Canada dinanzi alla Corte federale ha stabilito che gli Indiani senza status (e i Métis) hanno gli stessi diritti aborigeni delle persone con status, in quanto sono ricompresi nella definizione di "Indiani" adottata dalla Legge costituzionale del 1867. Tuttavia, la decisione del 2014 della Corte d'appello federale su Daniels v. Canada ha rovesciato quel verdetto dopo che il governo aveva proposto appello. Nel 2016, la Corte suprema del Canada ha confermato il verdetto del 2013 dopo un appello successivo contro la decisione del 2014. Di conseguenza, il governo federale ha giurisdizione e obblighi fiduciari allo stesso modo verso gli Indiani con status, gli Indiani senza status e i Métis.